# Samsung Galaxy F04
El Samsung Galaxy F04 es un teléfono inteligente basado en Android diseñado y fabricado por Samsung Electronics. Se anunció el 4 de enero de 2023.

## Software
Funciona con Android 13 con One UI Core 5.0.